# Nentón
Nentón é uma cidade da Guatemala do departamento de Huehuetenango.